# مقاطعة نوواتا (أوكلاهوما)
مقاطعة نوواتا (بالإنجليزية: Nowata County)‏ هي إحدى مقاطعات ولاية أوكلاهوما في الولايات المتحدة الأمريكية.